# Lasse-Maja (film)
Lasse-Maja är en svensk film från 1941 i regi av Gunnar Olsson och med Sture Lagerwall i huvudrollen som tjuven i kvinnokläder.

## Handling
Tjuven Lasse-Maja tar plats som kökspojke hos en kronofogde och lyckas förhindra honom från att överta det torp där hans älskade bor, men blir upptäckt och tvingas bli fredlös. Under planerna inför en storkupp möter han åter sin älskade och övertalas att lägga ner planen, men istället blir hon misstänkt och gripen.

## Om filmen
Filmen hade premiär på biograf Saga i Stockholm den 28 november 1941. Manus av Torsten Flodén med en fritt berättad historia om storskojaren efter Lasse-Majas självbiografi. Den fick god kritik i pressen och blev en av Europafilms största succéer, tillsammans med filmerna med Edvard Persson.
I filmen debuterade Mai Zetterling och Jeanette von Heidenstam i några mindre roller som herrgårdsfröknar.

## Rollista (i urval)
Källa: 
- Sture Lagerwall – Lars Molin, alias Lasse-Maja
- Emil Fjellström – Silver-Jan
- John Ekman – kronofogden Halling
- Liane Linden – Lena Andersdotter
- Wiktor "Kulörten" Andersson – fogdens hantlangare, Petter
- Rune Carlsten – baron Krusenhielm
- Hjördis Petterson – madame Agathe
- Hugo Jacobson – Linus, fogdens hantlangare
- Margit Manstad – Liselotte
- Carl Barcklind – häradsrättsdomaren
- Karl-Magnus Thulstrup – kung Karl XIV Johan
- Kerstin Berger – Emilie, baronens dotter
- Jeanette von Heidenstam – Anne-Sofie, baronens dotter
- Mai Zetterling – Fanny, baronens dotter
- Willy Peters – Alphonse, madame Agathes son
- Georg Årlin – pastorsadjunkten
- Anders Frithiof – överståthållaren
- Hugo Björne – Place-Major Ehrenstolpe på Karlstens fästning
- Torsten Winge – polismästaren
- Gideon Wahlberg – gästgivaren
- Nils Ohlin – Karl XIV Johans kammarherre
- Arne Lindblad – tullvakten
- Artur Cederborgh – kocken på Karlstens fästning
- Emmy Albiin – Britta i Vingåker
- Agda Helin – krogvärdinna

## Musik i filmen
Källa: 
- Lilltorpsvisan, kompositör Erik Baumann, instrumental.
- Fäll dina ögon och skäms nu, din tossa! (Rörande sista balen hos Frömans i Hornskroken), kompositör och text Carl Michael Bellman, sång Emil Fjellström med ny text av Gunnar Olsson
- Joachim uti Babylon, kompositör och text Carl Michael Bellman, framförs visslande av Sture Lagerwall
- Kvintett, violin (2), viola, violoncell (2), G. 275, E-dur. Menuett (Boccherinis menuett), kompositör Luigi Boccherini, instrumental.
- Vid vägen ståndar ett hus, sång Wiktor "Kulörten" Andersson, Bo Hederström samt två stycken okända sångare som dubbar Sture Lagerwall och Emil Fjellström
- Lappens polska (Lappkungens polska, kompositör Erik Baumann, instrumental.
- Là ci darem la mano, ur Don Giovanni (Du skall ej fruktan bära/Räck mig din hand min sköna, ur Don Juan), kompositör Wolfgang Amadeus Mozart, text Lorenzo Da Ponte, svensk text 1813 Carl Gustaf Nordforss svensk text 1856 Wilhelm Bauck  nyare svensk text Herbert Sandberg svensk text 1961 Erik Lindegren, framförs visslande av Sture Lagerwall
- Le nozze di Figaro, uvertyr (Figaros bröllop, uvertyr), kompositör Wolfgang Amadeus, instrumental.
- Mollberg och Camilla, backanalisk pastoral, kompositör Carl Michael Bellman, sång Margit Manstad